# Francisco Franco
Francisco Paulino Hermenegildo Teódulo Franco y Bahamonde Salgado Pardo de Andrade (4. prosince 1892 Ferrol, Španělsko – 20. listopadu 1975, Madrid), zkráceně Francisco Franco Bahamonde ([fɾanˈθisko ˈfɾaŋko βa.aˈmonde]), známý především jako generál Franco, byl autoritativní politik a nejvyšší představitel Španělska od roku 1939 až do své smrti v roce 1975. Byl označován jako „Caudillo de España por la gracia de Dios“ (Vůdce Španělska z Boží milosti).
Podle odhadů španělského soudce, politika a aktivisty Baltasara Garzóna, který chtěl v roce 2008 přešetřovat zločiny frankistického režimu, nechal Franco během občanské války a po válce popravit na 180 000 lidí.

## Život
Franco se narodil v přístavním městě Ferrol v Galicii. Otec byl výplatní u námořnictva a matka byla dcerou vojenského velitele. Také Francisco Franco a jeho starší bratr Nicolás toužili vstoupit do armády. Nicolás studoval na námořní akademii, Francisco se v roce 1907 zapsal na akademii pozemního vojska v Toledu, kterou o tři roky později dokončil. Jako dobrovolník bojoval v Maroku proti povstaleckému berberskému kmeni v pohoří Rif, v roce 1916 byl těžce zraněn, vyznamenán a odvelen zpět do Španělska. Na své odvelení si stěžoval u španělského krále Alfonse XIII., který celý případ přezkoumal, nařídil povýšit kapitána Franka na majora a přidělit ho k princovu pluku do Ovieda. Poté byl Franco opět odvelen do Maroka, odkud se v roce 1923 vrátil do Španělska v hodnosti podplukovníka, a 22. října 1923 uzavřel sňatek se svou dlouholetou láskou Carmen Polo, dcerou bohatého obchodníka. Jako svědkové sňatku jsou v matrice uvedeni král Alfons XIII. a královna Viktorie Evženie Španělská, kteří však byli při sňatku ve skutečnosti zastoupeni vojenským guvernérem Asturie. Franco byl v té době velitelem španělské cizinecké legie v severní Africe a svým rychlým vzestupem v armádě zaujal krále natolik, že mu byl za zásluhy propůjčen čestný titul králova komorníka.
Po sňatku odjel Franco i se svou manželkou do Maroka, kde se vyznamenal v dalších bojích s domorodými kmeny a v roce 1926 byl povýšen na generála, čímž se stal nejmladším generálem ve španělské armádě. V roce 1927 se manželům narodilo jejich první, a také jediné dítě, dcera Carmen (ta se v roce 1950 provdala za lékaře Cristóbala Martinéze Bordiú, markýze de Villaverde a stala se matkou sedmi dětí). Franco byl jmenován ředitelem nejvyšší vojenské akademie v Zaragoze a vrátil se s rodinou zpět do Španělska. Pod vlivem manželky se stal z dosud nepříliš horlivě věřícího Franka aktivní katolík, jenž začal prosazovat názor, že politický vliv církve musí být ve Španělsku zachován za každou cenu. Možnost oddělení církve od státu se pro něj stala nepřijatelná a stejně těžce nesl i vznik španělské republiky.

## Frankova cesta k moci
Poté, co byla v roce 1931 vyhlášena ve Španělsku republika, byl protirepublikánsky smýšlející Franco degradován na velitele pěší brigády a odvelen nejprve do severozápadního Španělska a pak na Baleáry. V republice začala dominovat levice. Francisco Franco se zpět do Španělska vrátil až v roce 1934, aby v Asturii potlačil dělnické povstání, což se mu podařilo nasazením vojáků cizinecké legie a maurských jednotek. Zásah proti dělníkům byl velmi brutální a Franco byl za splnění úkolu povýšen v roce 1935 na vrchního velitele španělských jednotek v Maroku a zanedlouho na šéfa generálního štábu. Této pozice využil k tomu, aby armádu postupně očistil od republikánských důstojníků a podpořil důstojníky smýšlející monarchisticky. Poté, co moc v zemi převzala Lidová fronta, byl Franco znovu vypovězen, tentokrát na Kanárské ostrovy, kde se stal vojenským velitelem. V roce 1936 pak Franco stanul v Maroku, poté co při letecké nehodě zahynul generál José Sanjurjo, v čele vojenského povstání proti Lidové frontě a republice. S pomocí nacistického Německa a fašistické Itálie bylo do konce října 1936 dopraveno ze severní Afriky do republikánského Španělska téměř čtrnáct tisíc legionářů a 269 tun válečného materiálu. Ve Španělsku vypukla občanská válka, v níž proti sobě stály na jedné straně vláda socialistů, komunistů, anarchistů a části liberálů oficiálně podporovaná SSSR, Mexikem a na druhé straně pravicoví povstalci (monarchisté a nacionalisté) podporovaní Itálií a Německem. Franco po těžkých a krvavých bojích zvítězil a podporovaný armádou, katolickou církví a falangou, jedinou povolenou politickou stranou, nastolil ve Španělsku diktaturu. V roce 1938 udělil španělský kardinál Gomar Frankovi titul vůdce Španělska z Boží milosti. Francisco Franco vydal v roce 1947 Zákon o nástupnictví, čímž ve Španělsku obnovil monarchii a zařídil, aby se po jeho smrti stal králem opět příslušník z rodu španělských Bourbonů.

## Základní charakteristika Frankova režimu

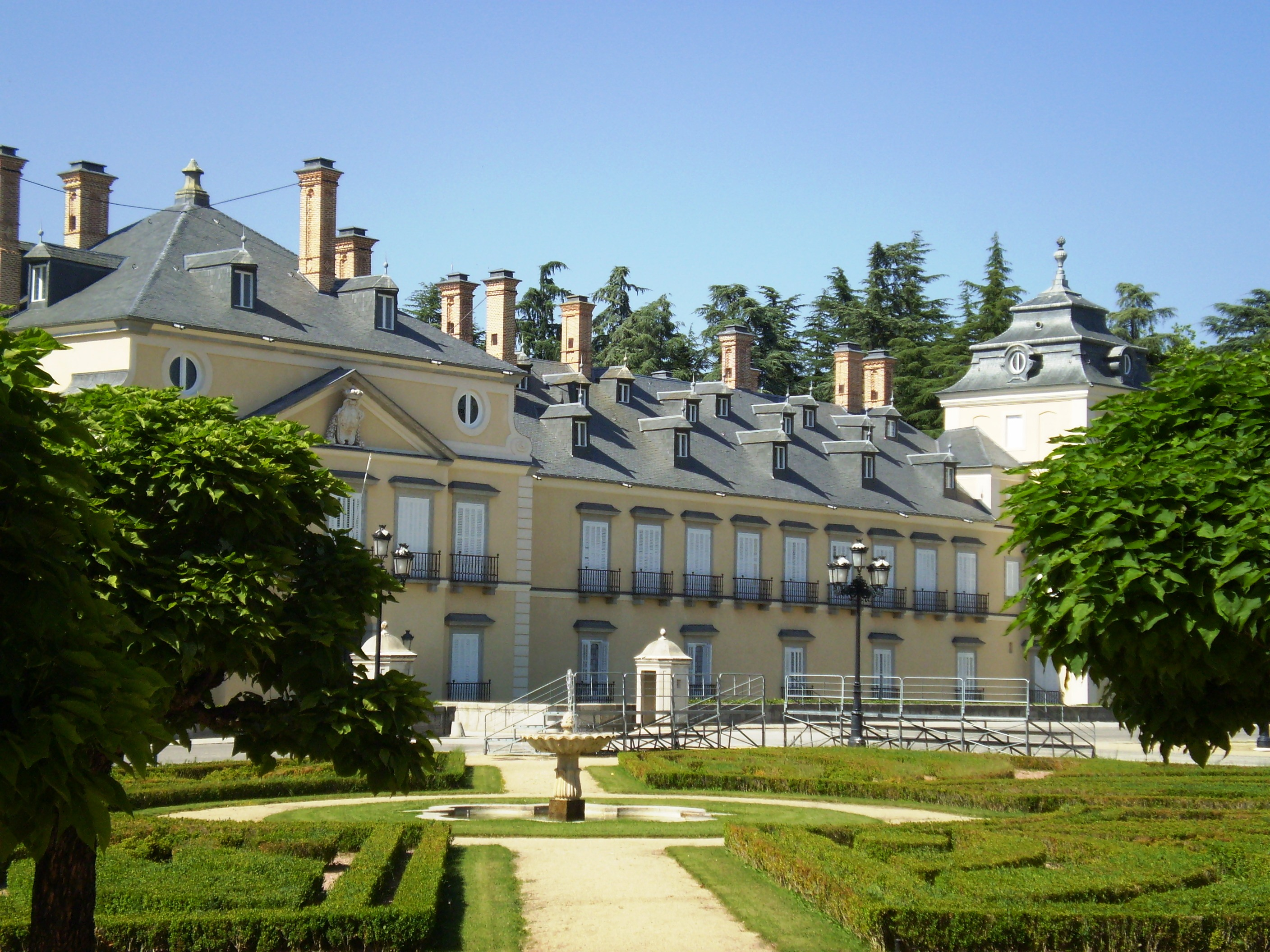
Frankova rezidence v Madridu

Ačkoliv Frankův režim je často označován jako fašistický, a zejména ve svých počátcích počítal s podporou fašistů ve Španělsku i zahraničí, významná část badatelů jej považuje za nacionalisticko-konzervativní, případně klerofašistický. Mnohé rysy frankistického uspořádání jsou v rozporu s obecnou charakteristikou totalitních režimů – frankisté systematicky nebudovali „nového člověka“, i když sám Franco svůj režim krátce po jeho nastolení za totalitní prohlásil. Franco potlačoval veškerou liberální, demokratickou a socialistickou opozici, zakázal svobodné odbory a vytvořil jedinou státem kontrolovanou odborovou organizaci. Usiloval o centralizaci a unifikaci Španělska, potlačoval snahy Basků, Katalánců, popř. Galicijců (jímž původně sám byl) o kulturní a jazykovou autonomii a tvrdě postupoval proti svým politickým odpůrcům, z nichž většina skončila ve vězení, na popravišti nebo v exilu. Docházelo také k únosům narozených dětí politických odpůrců. Na druhé straně, Frankovo Národní hnutí zapojilo většinu obyvatelstva do svých nejrůznějších organizací. Důraz byl kladen na hierarchické pojetí společnosti, pořádek a stabilitu než na konkrétní politické vize.
Ve Frankově režimu hrál důležitou roli katolicismus, z jehož morálních imperativů přímo vycházely některé státní zákony. Tak byly např. anulovány občanské sňatky z doby předchozího režimu, a lidem byla nabídnuta jediná možnost, jak je obnovit – v katolickém kostele. Nadále tedy byly úředně platné pouze sňatky požehnané katolickou církví. Ve Frankově režimu neexistovala možnost rozvodu, razantně byly omezeny interrupce i antikoncepce. Frankistický režim svými zákony i sociální politikou prosazoval velmi konzervativní roli ženy ve společnosti – závislá nejprve na otci, následně na manželovi, její místo mělo být hlavně v domácnosti. Tato vize byla podporována též oficiální vládní kampaní. Hned po vyhrané občanské válce bylo zrušeno mnoho zákonů, které podporovaly emancipaci žen. Ženy se tak opět nemohly stávat soudkyněmi a jejich právní status i finanční situace měly záviset zejména na otci nebo manželovi. Za mimomanželské vztahy (cizoložství) mohli být lidé odsouzeni do vězení. Až do 70. let potřebovala žena ke zřízení bankovního účtu souhlas svého otce nebo manžela. K posunům v těchto záležitostech začalo docházet až ke konci Frankovy éry, v souvislosti s globálním kontrakulturním hnutím.
V roce 1954 byl přijat zákon, který definoval jako trestné činy pedofilní i homosexuální chování, a také prostituci. Aplikace těchto zákonů v praxi nebyla příliš důsledná a dopadala především na chudé lidi.

## Frankovo Španělsko v době druhé světové války

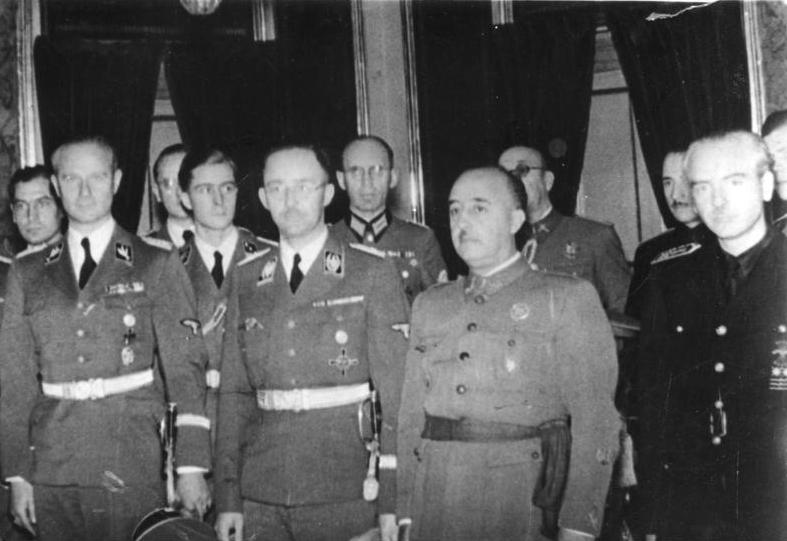
Návštěva Heinricha Himmlera ve Španělsku v říjnu 1940. Franco druhý zprava.

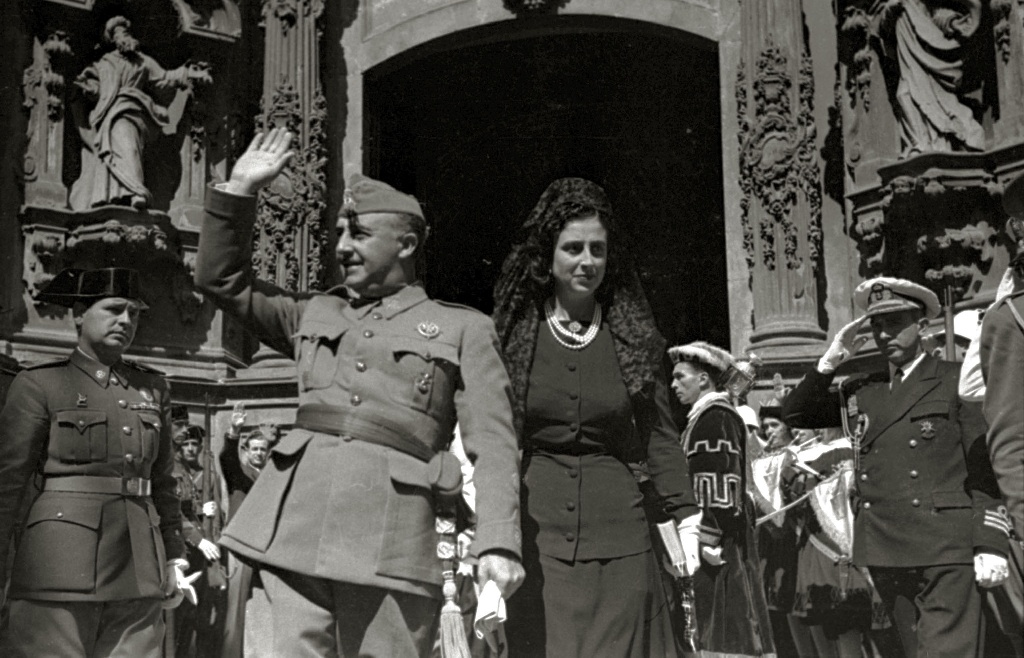
Franco a jeho manželka po návštěvě katolického kostela v San Sebastiánu (1941).

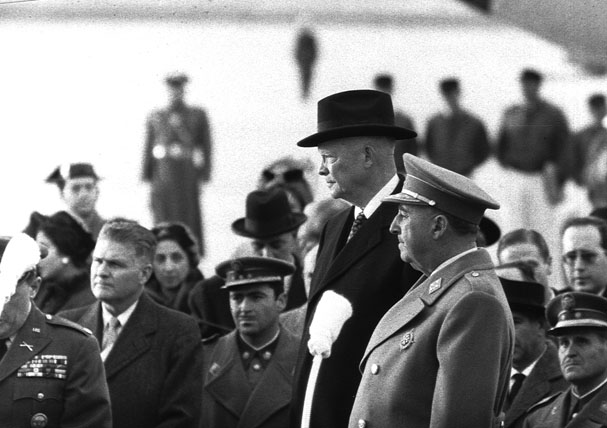
Návštěva amerického prezidenta Eisenhowera (1959).

V roce 1940 byl vytvořen „Vertikální odborový svaz“, který vycházel z korporativistických ideálů Primo de Rivery. Tento svaz se stal jedinou povolenou odborovou organizací.
Po vypuknutí druhé světové války Franco vyhlásil španělskou neutralitu, ale brzy učinil krok směrem k větší angažovanosti a vyhlásil stav „neútočení“. Podle některých historiků Adolf Hitler, představitel nacistického Německa, se pokusil Franka přesvědčit, aby španělští vojáci vypomohli zemím Osy v bojích proti Spojencům. Franco to prý odmítl s poukazem na velké ztráty v domácí občanské válce. Nabídl však Hitlerovi k využití španělské přístavy. Jiní[kdo?] tvrdí, že Franco chtěl nacistické Německo vojensky podpořit, ale Hitler o španělskou účast ve válce příliš nestál, protože se obával, že nová fronta by byla Německu spíše na obtíž. Když Hitler později napadl Sovětský svaz, vyslalo Španělsko na východní frontu dobrovolnickou „Modrou divizi“, která tam bojovala na straně nacistického Německa. Za druhé světové války španělští diplomaté v zemích Osy odmítali podlehnout tlaku nacistických a fašistických sil na přijetí antisemitských zákonů. Španělsko si tak uhájilo status útočiště židovských uprchlíků. V roce 1943, když už Německo sláblo, vrátilo se Španělsko do pozice plné neutrality.

## Období izolace (1945–1953)
Po skončení druhé světové války Spojenci zabránili Španělsku ve vstupu do OSN na základě vazeb tohoto státu na mocnosti Osy. Frankův režim byl považován, jak zeměmi východního bloku, tak i mnohými západními zeměmi, za pohrobka středoevropského fašismu. V důsledku toho přijala OSN brzy rezoluci odsuzující Frankův režim. Tato rezoluce vyzývala státy k odvolání jejich velvyslanců ze Španělska. Pouze Portugalsko a některé latinskoamerické země, např. Perónova Argentina, odmítly jednat podle této rady.
Tak se frankistický režim dostal do mezinárodní izolace, mezi jejíž dopady patřilo rovněž uzavření francouzské státní hranice – tento krok nevedl k oslabení režimu, naopak posílil jeho vnitrostátní podporu. Izolace byla frankisty vyložena jako moderní pokračování Černé legendy, mnohými příznivci režimu byla vnímána jako boj Židů a Svobodných zednářů proti věrnému katolickému Španělsku.
V roce 1947 poslal argentinský prezident svoji ženu Evitu na návštěvu Španělska, kde byla nadšeně přivítána.
Po 2. světové válce byla španělská ekonomika v zoufalém stavu, způsobeném nejen válkou, ale také Frankovými ekonomickými experimenty. Přídělový systém na potraviny byl v určité míře využíván až do roku 1952. Válka a ekonomická izolace posunovala režim k větší autokracii, což bylo vítáno zejména falangisty. Základní rysy ekonomiky byly následující: omezení dovozu, ekonomická soběstačnost, státem kontrolovaná výroba a volný trh se základními potřebami, státem zakládaný průmysl a budování infrastruktury, která byla občanskou válkou značně poničena.

## Vystoupení z izolace (1953–1959)
Rostoucí napětí mezi Spojenými státy a Sovětským svazem v 50. letech vedlo americkou vládu k hledání nových spojenců v Evropě. Frankův režim byl od samého vzniku konstituován jako jasně antikomunistický, čímž se stal v očích USA spojencem ve Studené válce.

## Španělský zázrak (1959–1973)
Španělský zázrak (Desarrollo), tak je označován ekonomický rozkvět Španělska v letech 1959–1973. Toto období je vnímáno jako velký úspěch Frankovy vlády. Během tohoto období výrazně stouply Španělům výdělky, což dalo vzniknout mnoha rozvinutým oblastem a položilo základ silné střední třídě, která později převzala otěže při budování demokracie. Frankův ministr turistiky Manuel Fraga otevřel zemi především movitým turistům, což přineslo velké příjmy z turistického ruchu. Současně však pokračovaly procesy proti politickým vězňům a byla potírána kultura a jazyk ostatních národů Španělska — Katalánců, Basků či Galicijců, přestože Franco z Galicie pocházel.

## Poslední Frankova léta (1973–1975)
Ropná krize v roce 1973 vedla k ekonomické stagnaci, a ta k četným stávkám.

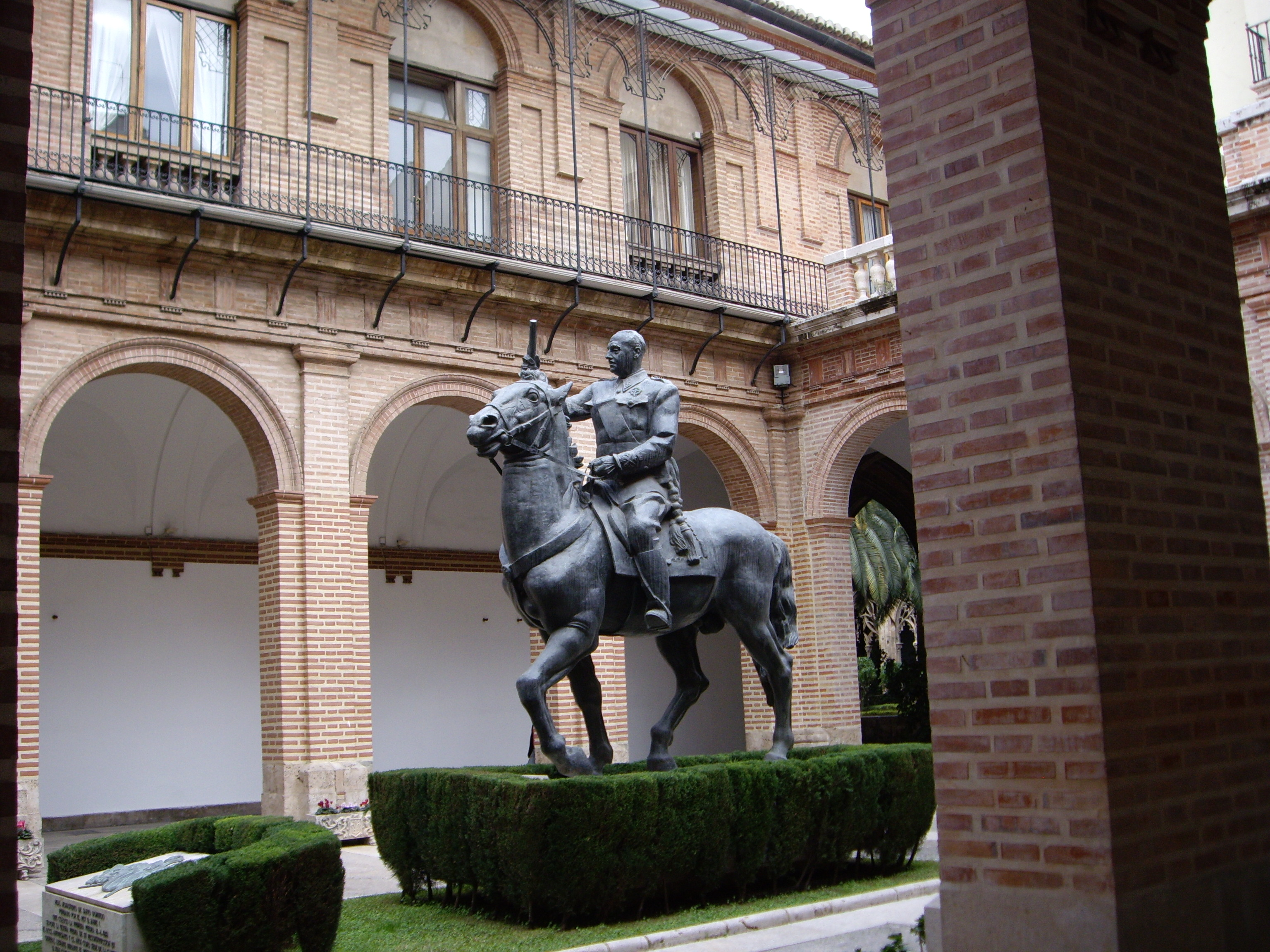
Frankova socha ve Valencii

Francův zhoršující se zdravotní stav vedl k posílení vlivu admirála Luise Carrera Blanca, ten byl však roku 1973 zavražděn baskickou teroristickou organizací ETA. Předsedou vlády se stal Carlos Arias Navarro, který se pokusil zavést reformy, které by tehdejší španělský politický režim posunuly směrem k liberální demokracii. To vedlo ke sporům mezi dvěma frakcemi ve státní správě, mezi bunkeristy (pravice, zastánci zachování režimu) a aperturisty, kteří prosazovali přechod k uvolněnějším poměrům.
V roce 1960 Franco nabídl vládu dědici španělského trůnu Juanu Carlosovi I., který se také po jeho smrti v roce 1975 stal španělským králem. Král Juan Carlos I. po svém uvedení na trůn propůjčil Marii Carmen, dceři zemřelého Franka, titul vévodkyně. Vdova po Francovi pak obdržela čestný titul seňora de Meiras. Dona Carmen Polo de Franco přežila svého manžela o třináct let a zemřela 6. února 1988. Frankova dcera Maria del Carmen Franco y Polo, vévodkyně de Franco, se v roce 1950 vdala za Cristobala Martinéz-Bordiú, markýze z Villaverde, s nímž měla sedm dětí. Jedním z jejich vnuků, a tedy pravnukem generála Franka, je i současný legitimistický pretendent francouzského trůnu Ludvík Alfons, vévoda z Anjou (dle legitimistů Ludvík XX.).

## Frankova éra a její vnímání dnes
Celkové hodnocení jeho dlouhé vlády je dodnes rozporuplné. V roce 2006 informovala BBC, že evropský poslanec za Ligu polských rodin Maciej Giertych vyjádřil obdiv Frankovi, který podle něj garantoval udržení tradičních hodnot v Evropě. V dnešní Evropě však převažuje odlišný názor. Mnoho soch a frankistických symbolů bylo odstraněno, včetně velké Frankovy jezdecké sochy v Madridu, kterou nechala levicová vláda odstranit v roce 2005. Evropský parlament odsoudil frankistický režim deklarací, která obviňuje režim z rozsáhlého porušování lidských práv.

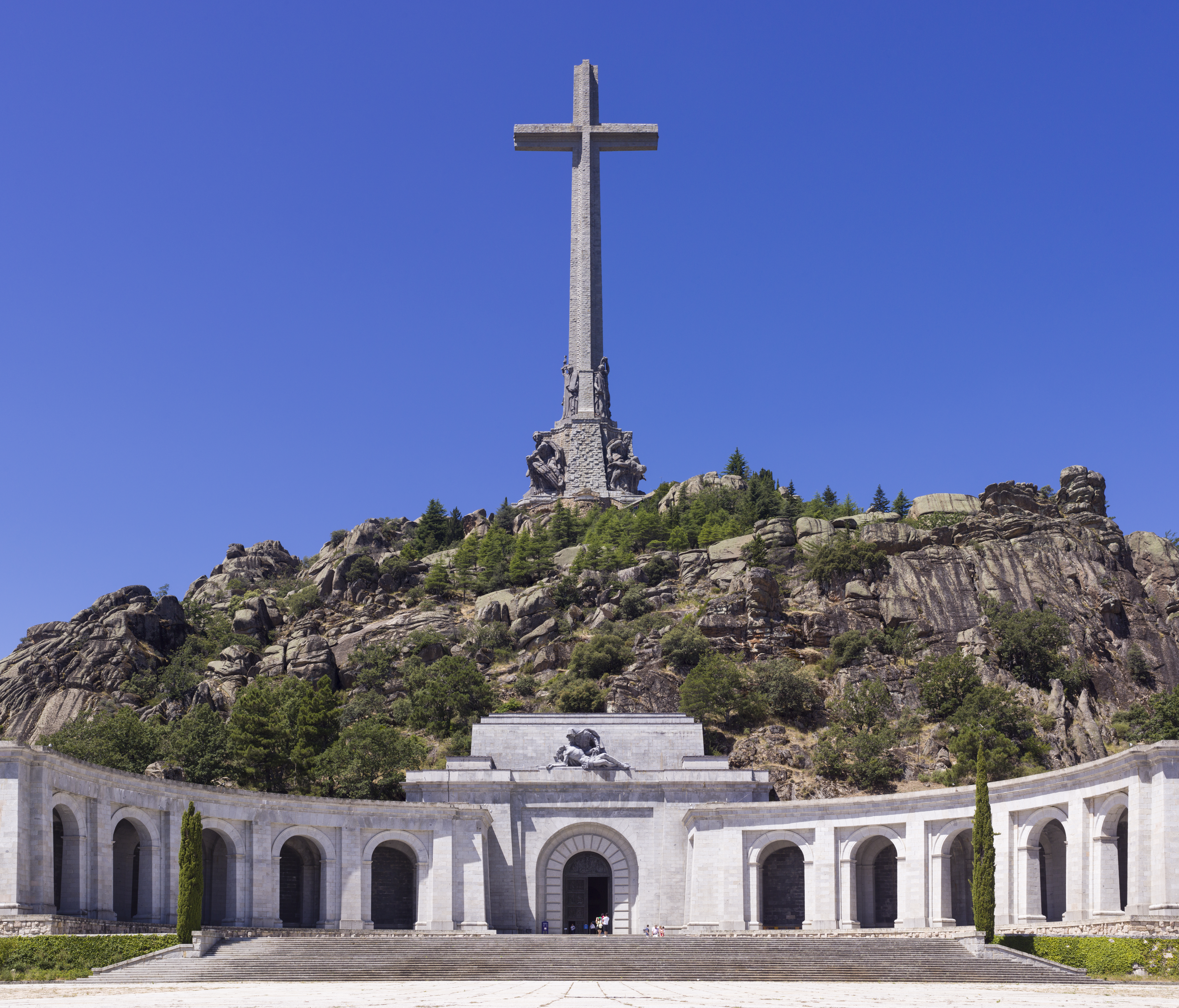
Údolí padlých

### Údolí padlých
Francisco Franco byl až do exhumace a přesunutí ostatků na hřbitov Mingorrubio v městském obvodě Fuencarral – El Pardo 24. října 2019 pochován spolu se zakladatelem Falangy José Antoniem Primo de Riverou pod oltářem v monumentální bazilice Údolí padlých (Valle de los Caídos) poblíž Escorialu, která i v dnešní době představuje hlavní symbol „frankismu“. Franco nechal celý komplex zřídit na paměť „padlých naší slavné Křížové výpravy“. Návštěvníci zde často otevřeně používají frankistické symboly a vždy 20. listopadu, na výročí smrti obou vůdců, se Údolí padlých stává poutním místem přívrženců generála Franka.
Tato bazilika je funkční katolický chrám, vytesaný do skály, za vstupné přístupný veřejnosti, včetně možnosti pořádání svateb.